# 甥
甥是親屬稱謂，指姊姊或妹妹的子女。男性（舅父）稱姊妹的子女為外甥／外甥女，女性（姨母）稱姊妹的子女為姨甥／姨甥女。不過，中國周代時「甥」是指姑表兄弟姊妹。吳語區、晉語區及其他方言區也稱女兒的子女為外甥、外甥女，相當於其他地區稱呼的外孫、外孫女，不过这是由方言的谐音所导致的，本质来说不正确。

## 衍生俗語
- “外甥呷母舅，親像呷豆腐；母舅呷外甥，親像呷鐵釘”，舅舅照顧外甥理所當然，但若需要外甥幫助時，可能得不到幫助，甚至遍體鱗傷。
- “外甥多似舅”，指外甥與舅父性格、行為、習慣或樣貌相似。
- “外甥打燈籠——照舊（照舅）”，諧音歇後語。